# Heinrich Scheel
Heinrich Scheel (Kreuzberg, 11 dicembre 1915 – Berlino, 7 gennaio 1996) è stato uno storico tedesco.
Politicamente schierato a sinistra, fu un combattente della resistenza contro il regime nazista nell'Orchestra Rossa. Fu a lungo vicepresidente dell'Accademia delle Scienze della Germania Est e professore di storia moderna dell'Università Humboldt di Berlino.

## Biografia

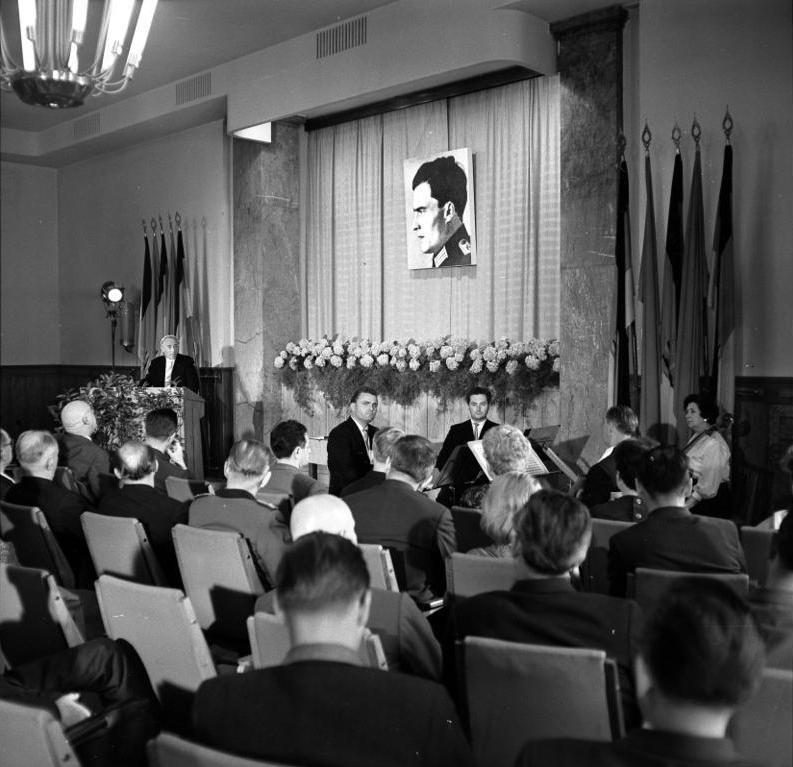
Cerimonia di commemorazione per il 20° anniversario dell'attentato a Hitler. L'oratore fu Heinrich Scheel.

Scheel crebbe in una famiglia socialdemocratica della classe operaia. Fu influenzato dalla frequentazione del collegio Schulfarm Insel Scharfenberg, situato su un'isola del lago Tegel e modellato sul movimento dei collegi rurali tedeschi, frequentò la scuola dal 1929 al 1934. Insieme a Hans Coppi e Hans Lautenschläger, suoi compagni di classe, iniziò a opporsi al nazismo e nel 1932 si unì alla Lega della Gioventù Comunista di Germania (KJVD).

### Carriera
Dal 1935 al 1940, Scheel studiò filologia tedesca, storia e inglese nell'Università Friedrich Wilhelm di Berlino. Nel 1939, Scheel fu arruolato nella Wehrmacht e assegnato come ispettore del servizio meteorologico (in tedesco Wetterdienst-Inspekteur) nella Luftwaffe nell'area di Tempelhof a Berlino e successivamente nell'area di Rangsdorf con un incarico simile.
Trascorse il primo anno dopo la guerra senza lavoro, poi nel 1946 divenne assistente della Schulfarm Insel Scharfenberg. Nel 1947, seguì la formazione di Wilhelm Blume in materia di gestione dell'istruzione e divenne preside della Schulfarm Insel Scharfenberg, incarico che mantenne fino al 1949. Fu licenziato perché membro del Partito Socialista Unificato di Germania (in tedesco Sozialistische Einheitspartei Deutschlands, SED) con l'accusa di essere un infiltrato comunista. Tornò quindi all'Università Humboldt di Berlino per studiare inglese e storia e il 12 marzo 1956 ottenne il titolo di dottore in filosofia con una tesi sul movimento rivoluzionario popolare nella Germania sud-occidentale nel periodo tra il 1795 e il 1801. Nel 1960, Scheel fu abilitato con una tesi sui giacobini della Germania meridionale.
Dal 1949 al 1956, fu stato prima membro e poi vicedirettore dell'Istituto di Storia dell'Accademia delle Scienze. Nel 1960, fu promosso professore di Storia tedesca all'Università Humboldt di Berlino. Dal 1972 al 1984, fu vicepresidente dell'Accademia delle Scienze. Dal 1980 al 1990, fu presidente della Società degli storici della DDR (in tedesco Historiker-Gesellschaft der DDR).

## L'Orchestra Rossa

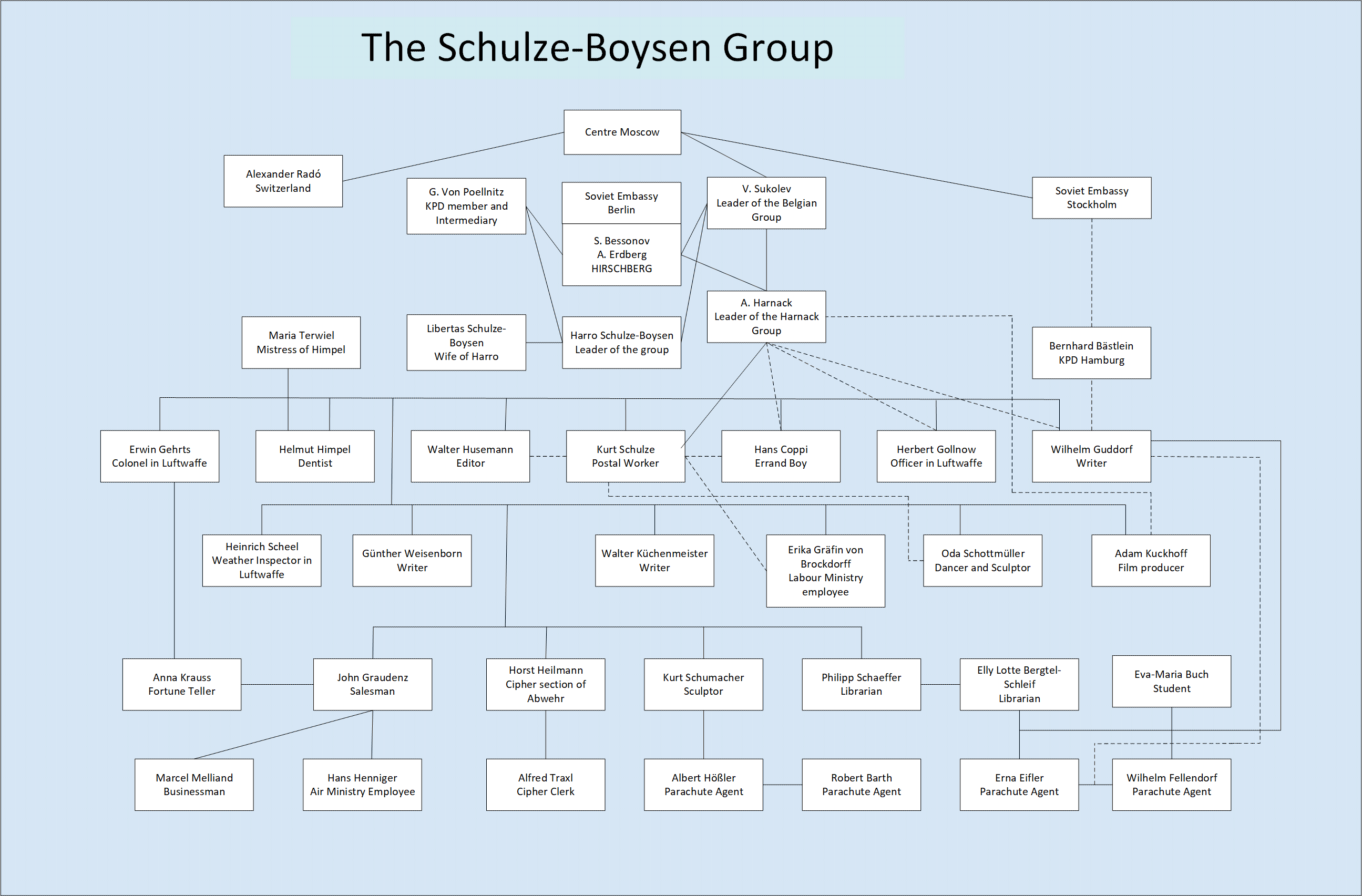
Il gruppo Schulze-Boysen di Berlino.

Scheel incontrò Harro Schulze-Boysen e Kurt Schumacher tramite la bibliotecaria Lotte Bergtel-Schleif, sua conoscente dal 1930. Scheel e i suoi amici si interrogarono sul significato del Patto Molotov-Ribbentrop appena firmato e vollero discutere questa misura con l'esperto politico Schulze-Boysen. Schulze-Boysen aveva difeso il patto e nel corso di questo incontro entrò in contatto con diversi amici di Scheel e Hans Coppi, anch'egli membro del gruppo di resistenza antifascista. Dopo l'arresto e l'invio di Coppi al campo di concentramento di Oranienburg nel gennaio 1934 e della sua non idoneità alla leva, Scheel accettò di stabilire dei contatti con altri gruppi di resistenza, divenendo in breve tempo l'uomo di collegamento tra Coppi e Schulze-Boysen.
Il 16 settembre 1942, Scheel fu arrestato a Berlino, ma sfuggì alla pena di morte grazie a un'ingegnosa difesa davanti al Reichskriegsgericht, espediente che gli salvò la vita; fu condannato a cinque anni di reclusione.
Scheel fu portato nella prigione di Aschendorf, in Bassa Sassonia, ma nel luglio 1944, dopo un anno di lavori forzati, fu messo in libertà vigilata e arruolato in un battaglione penale dello Strafbataillon, a causa della cronica mancanza di uomini al fronte. Alla fine del 1944 fu catturato e portato in un campo americano per prigionieri di guerra.

### La rivalutazione dell'Orchestra Rossa
Per gran parte del periodo della Guerra Fredda, l'Orchestra Rossa è stata vista come un'organizzazione comunista e legata all'Unione Sovietica. Negli anni settanta è cresciuto l'interesse per le varie forme di resistenza e opposizione al nazismo. Nessun gruppo fu volutamente così poco noto come i gruppi di resistenza nati attorno alle figure di Arvid Harnack e Harro Schulze-Boysen.
Tra il 1984 e il 1990, Heinrich Scheel analizzò l'Orchestra Rossa e costruì un quadro più sfumato dei diversi gruppi. Il documento di Scheel innescò la rivalutazione del gruppo, ma solo nel 2009 il Bundestag tedesco annullò le sentenze della magistratura nazionalsocialista per "tradimento" riabilitando in questo modo i membri dell'Orchestra Rossa.

## Opere
- Die revolutionär-demokratischen Volksbewegungen in Südwestdeutschland von 1795 bis 1801, Dissertazione del 21 marzo 1956, Berlino, Humboldt-Universität, Phil. Fakultät.
- Süddeutsche Jakobiner. Klassenkämpfe und republikanische Bestrebungen im deutschen Süden Ende des 18. Jahrhunderts, Berlino, Akademie-Verlag, 1962.
- Jakobinische Flugschriften aus dem deutschen Süden Ende des 18. Jahrhunderts, Berlino, Akademie-Verlag, 1965.
- Deutscher Jakobinismus und Deutsche Nation. Ein Beitrag zur nationalen Frage im Zeitalter der Grossen Französischen Revolution, Berlino, Akademie-Verlag, 1966.
- Biographisches Lexikon zur deutschen Geschichte. Von den Anfängen bis 1917., con Karl Obermann, Berlino, Deutscher Verlag der Wissenschaften, 1967.
- Schulfarm Insel Scharfenberg, Berlino, Volk u. Wissen, 1990, ISBN 3-06-204136-6.
- Vor den Schranken des Reichskriegsgerichts. Mein Weg in den Widerstand, Berlino, Edition q, 1993, ISBN 3-86124-147-1.
- Vom Leiter der Berliner Schulfarm Scharfenberg zum Historiker des deutschen Jakobinismus (1946–1956). Autobiographische Aufzeichnungen, Velten, Becker, 1996, ISBN 3-89597-313-0.

## Riconoscimenti

### Premi
- 1966 Premio Friedrich Engels dell'Accademia delle Scienze della DDR[2]